# Джаркурганский район
Джаркурганский район (узб. Jarqoʻrgʻon tumani / Жарқўрғон тумани) — административная единица в Сурхандарьинской области Узбекистана. Административный центр — город Джаркурган.
Джаркурганский район был образован в 1926 году. В 1938 году включён в состав Сурхандарьинского округа Бухарской области. С 1941 года — в составе Сурхандарьинской области. В 1963 году упразднён, в 1964 году восстановлен.

## Административно-территориальное деление
По состоянию на 1 января 2011 года, в состав района входят:
- Город

1. Джаркурган.

- 5 городских посёлков:

1. Какайды,
2. Каракурсак,
3. Кафрун
4. Марказий Сурхан,
5. Минор.

- 7 сельских сходов граждан:

1. Аккурган,
2. Дехканабад,
3. Джаркурган,
4. Минор,
5. Сурхан,
6. Чарджуй,
7. Шарк-Юлдузи.